# 藏南紫堇
藏南紫堇（学名：Corydalis jigmei）为罂粟科紫堇属下的一个种。

## 扩展阅读
- 維基物種上的相關：藏南紫堇